# أوبال كونز
أوبال كونز (بالإنجليزية: Opal Kunz)‏(6 نوفمبر/1894-15 مايو/1967) هِيَ طيارة أمريكية ورئيسة المُنَظمين لِفيلق بيتسي روز الجوي، وعضوًا في مُنظمة تِسعة وتسعين للطيّارين. في عام 1930، أصبَحت أول امرأة تَجريبية تَتَسابق مَع الرِّجال في مُنافسة مَفتوحة. قامَت بالعَديد مِن الظهورات العامَّة لِحث المَزيد مِن النِّساء عَلى الطيران.

## تاريخ شخصي
وُلِدت أوبال في عام 1894 أو 1896 في ميسوري، ووالدها إدوارد جبرسون. تَخرجت في مَدرسة دانا هول في ويسلي، ماساتشوستس.
في عام 1923، تَزوجت مِن جورجوج فريدريك كونز(1856-1932). لكن تمَّ إلغاء الزواج في عام 1929. ظَل الزَّوجان عَلى عَلاقة جَيدة، وعَمِلت أوبال عَلى رِعاية جورج لِبقية حياته. وعِند وفاتِه تَرَك لَها وَصية كبيرة.

## مهنة الطيران
حَصلت «أوبال» عَلى رُخصة الطَّيران في عام 1929. وحَدث حادِثٌ بَعد أسبوعين في نيوجيرسي بعد تَغطية صَحفية واسِعة النِّطاق. وهَربت مِن غيرِ إصابة. وكان ثاني حادِث بعد سنتين حيث تحطمت الطائرة وتركها مع حروق البنزين.
أمضَت الكَثير مِنَ الوَقت والمال في مَساعيها في الطيران. في السابع من أبريل عام 1930، في لقاء فيلادلفيا الأمريكية لجائزة الفيلق الأمريكي، أصبحت أول امرأة تَتَسابق مَع الرجال في مُنافسة مَفتوحة. وفازت بالسباق.
وقد أجرت أوبال مُقابَلات صَحفية مُتَكررة وعَناوين إذاعِية لِحَث مَزيد مِن النِّساء عَلى الطيران.
في عام 1929، شارَكت أوبال في أول سِباق طَيران للنساء، أطلَقَ عَليه لاحقاً ويل روجرز الفكاهي «بود باور ديربي». في ذلك الوقت، كان هُناك 70 طيارًا مرخصًا فقط في الولايات المتحدة بالكامل، ولم يكن هناك سوى 40 شخصًا مؤهلين للمشاركة في هذه المسابقة. بدأت الدورة عبر القارات في سانتا مونيكا، كاليفورنيا، وانتهت في كليفلاند، أوهايو.
تَنُص قَواعد العِرق على أنَّ الطائِرة يَجِب أن تَكونَ «مناسبة لامرأة». وقالَت إن طائرتها الجَوية كانَت سريعة لِلغاية بِحيث لا تَستطيع المرأة التعامل معها ولن يسمح بها في المسابقة. فأجبرت على استعارة طائرة أقل قوة من أجل المشاركة في السباق، وانتهت بالمرتبة الثامنة.

### وفاة جاك دونالدسون
في 7 سبتمبر عام 1930، أقرضت أوبال طائِرتها إلى الطيّار جون دونالدسون في اجتماع «الأجناس الجوية الأمريكية» في فيلادلفيا، بنسلفانيا. تعرض جاك لإصابات قاتِلة عِندما سَقطت الطائرة من ارتفاع 1800 قدم إلى أسفل في المطار.

### الفيلق الجوي بيتسي روز
كانت أوبال منظمًا للفيلق الجوي بيتسي روز، وهو عِبارة عن خِدمة شبه عسكرية تَم تَشكيلها لِدعم سِلاح الجَو الأمريكي (مُقدمة سلاح الجو الأمريكي) في الدِّفاع الوطني ولتكون بمثابة «طيار جوي» إنساني في حالات الطوارئ. كما كان هدفها تقديم تَعليمات طَيران لِلنساء مِن أجل بِناء مَجموعة احتياطية من الطيارين. وصل عدد فيلق أوبال إلى حوالي 100 عضو. خدمت كقائد أول للفيلق، وزوجها صمم شاراته. لم يعترف الجيش الأمريكي بشكل رسمي بالأسلحة القصيرة العمر (1931-1933).

### الحرب العالمية الثانية
مَع اقتِراب الحرب العالمية الثانية، بَدأت أوبال بِتدريس طُلاب الطيران في كلية ولاية أركنساس، وفي عام 1942، انتقلت إلى رود آيلند، ومع بداية الحرب العالمية الثانية أصبحت مُدربًا في مَطار ولاية رود آيلاند الخاص بالطلاب البحريين وبرنامج التدريب التجريبي المدني المدعوم من الحكومة. وعلمت مئات من الشبان كيفية الطيران من أجل المَجهود الحربي.

## السنوات اللاحقة
بَعد الحرب، أصبَحت مُفتشة لِشَركة ايروجت في كاليفورنيا.
في عام 1961، وبَعد رِحلة الفَضاء التاريخيّة مِن رائد الفضاء الرّوسي يوري جاجارين، كَتبت إلى الرئيس جون كينيدي لِلتطوع بِخدماتها كَرائد فَضاء أمريكي. تكريمًا لخبرتِها الواسِعة في مَجال الطيران، وكتب لها الرئيس ردًا مهذبًا.
تُوِفيَت في منزلها في أوبورن في عام 1967.